# Кижингинский дацан
Кижинги́нский даца́н «Дэче́н Даши́ Лхумболи́нг» (тиб. བདེ་ཆེན་བཀྲ་ཤིས་ལྷུན་པོ་གླིང, Вайли bde chen bkra shis lhun po gling — «Место счастливой горы великого блаженства») — буддийский монастырь (дацан) в Кижингинском районе Бурятии; расположен в 12 км к юго-западу от районного центра — села Кижинга, в 1 км севернее Кижингинского тракта — региональной автодороги 03К-010.
Относится к тибетской школе гелуг и входит в Буддийскую традиционную сангху России. Является одним из крупнейших буддийских храмовых комплексов Бурятии.

## История
Дацан основан в 1758 году и, первоначально, располагался в войлочной юрте на склоне горы Шилсана. В 1773 году построен деревянный храм, впоследствии сгоревший. В огне погибла священная реликвия — 16-томная книга «Юм».
После пожара тайши хоринских бурят Дамба-Дугар Ринчинэ обратился с прошением к иркутскому губернатору Ф. Н. Кличке о строительстве нового дацана. По приказу губернатора в 1782 году был построен новый храм-дуган рядом с Кодунским Станком и дацан в то время назывался Кодунским.
На тот момент это был единственный дацан у хоринских бурят. В нём проводили службы 79 лам и хувараков. Первым ширээтэ (настоятелем) стал лама Лубсан Намжил, выходец из Тибета. Позже, в 1775, 1806 и 1821 годах, на территории Кодунского дацана были построены ещё три храма-дугана.
В приход дацана входили буряты, жившие на территории современных Кижингинского, Еравнинского, Хоринского и Заиграевского районов Бурятии, а также западных районов современного Забайкальского края.
Однако, для большей части верующих Кодунский дацан географически оказался отдалённым. Поэтому они обратились к генерал-губернатору Восточной Сибири Н. Н. Муравьеву с прошением о разрешении переноса дацана в более удобное место. В 1853 году разрешение было получено и в низовьях речки Заха-Шибирь, на северной стороне реки Кижинги, был основан новый Кижингинский дацан.
В 1891 году было завершено строительство двухэтажного соборного храма — Цогчен-дугана. Была открыта монастырская школа Чойра (факультет Цанид). Кижингинский дацан стал одним из центров философского буддийского образования.
В последующие годы дацан продолжал развиваться: были построены три дугана, а также Майдарин сумэ, Мунхэ маани, восемь шодонов-субурганов. Количество лам и хувараков доходило до 520 человек.
Кижингинский дацан отличался своей красотой и богатством. Монастырские мастера и умельцы из окрестных улусов были знамениты своей искусностью в изготовлении культовых изделий. В своей работе они применяли разные техники: литьё, штамповку, чеканку, лепку из глины, папье-маше, керамику, резьбу по камню и дереву, вышивание.
В 1919 году в долине реки Кижинги была построена и освящена Великая Ступа Джарун Хашор.
После Октябрьской революции (1917) в 1937 году Кижингинский дацан был разрушен до основания. Частично достояние дацана было разворовано, статуи разбиты, ценнейшие и редчайшие книги, письма, уникальные документы были сожжены. Ламы были репрессированы.

## Возрождение
Возрождение Кижингинского дацана началось в 1991 году. На средства, собранные мирянами, был восстановлен Цогчен-дуган. Позже были воссозданы Деваажин-дуган, Сахюусан-дуган и Маани-дуган.
Были установлены большие статуи — восьмиметровая Будды Шакьямуни (будды нашей эпохи), и трёхметровая Бодхисаттвы Майтреи (будды грядущего).
На территории дацана есть небольшой оригинальный храм-дуган в виде пещеры, посвященный великому просветлённому тибетскому йогину и поэту средних веков Миларепе.
18 сентября 2011 года состоялось официальное открытие Дворца Будды Шакьямуни, строительство которого началось в 2007 году.
При дацане имеется гостиница для почётных гостей. Рядом построен небольшой стадион, где во время буддийских праздников проводятся традиционные соревнования борцов и лучников. Интерьер Цогчен-дугана также отличается от оформления остальных буддийских храмов Бурятии.

## Галерея

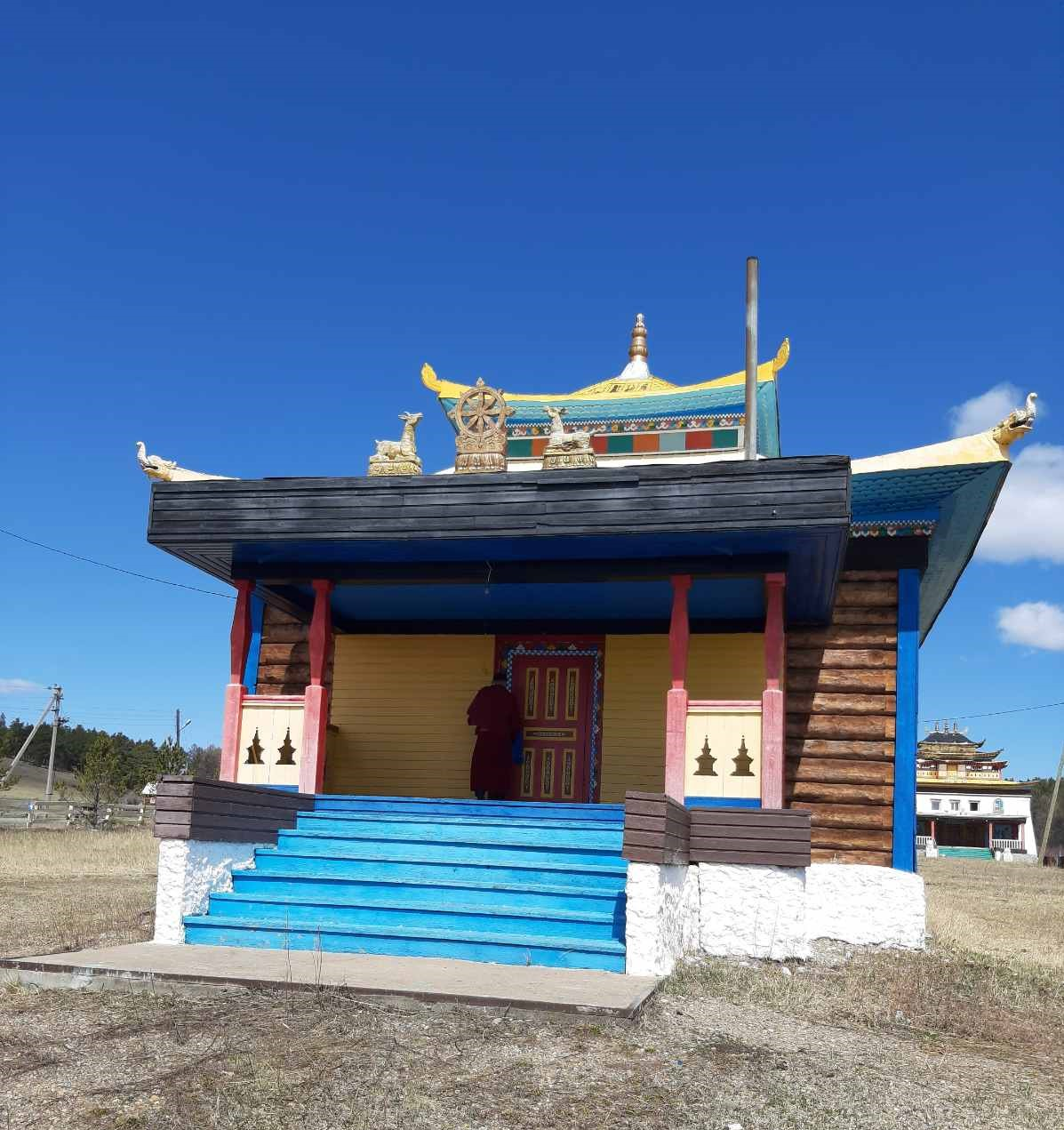
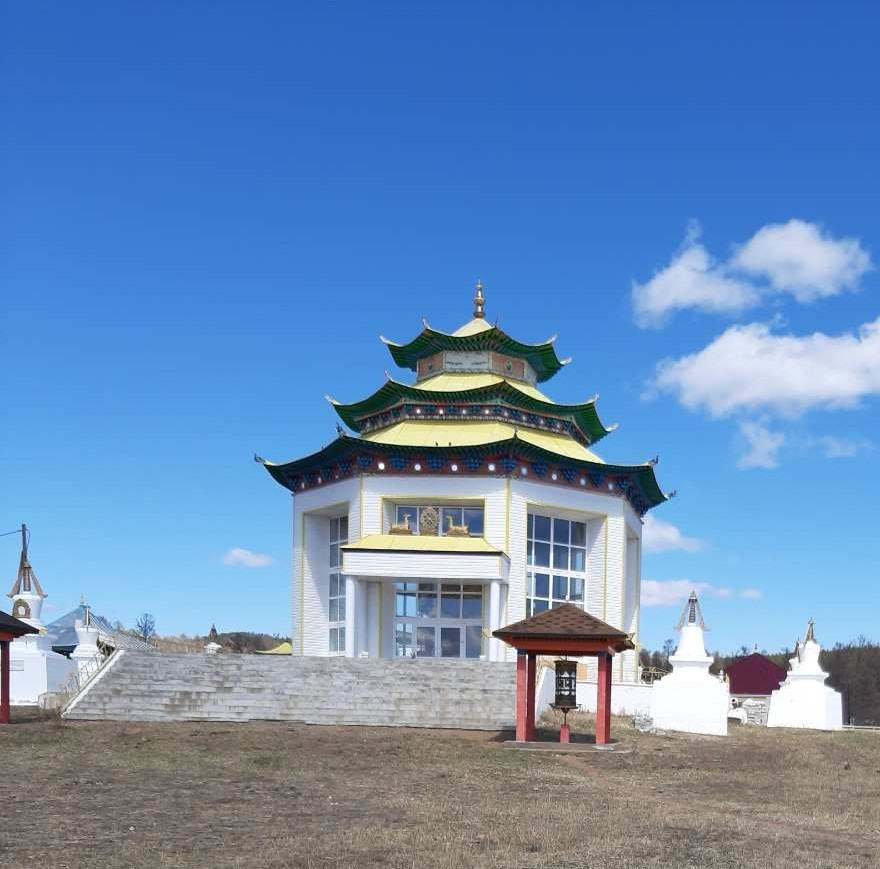
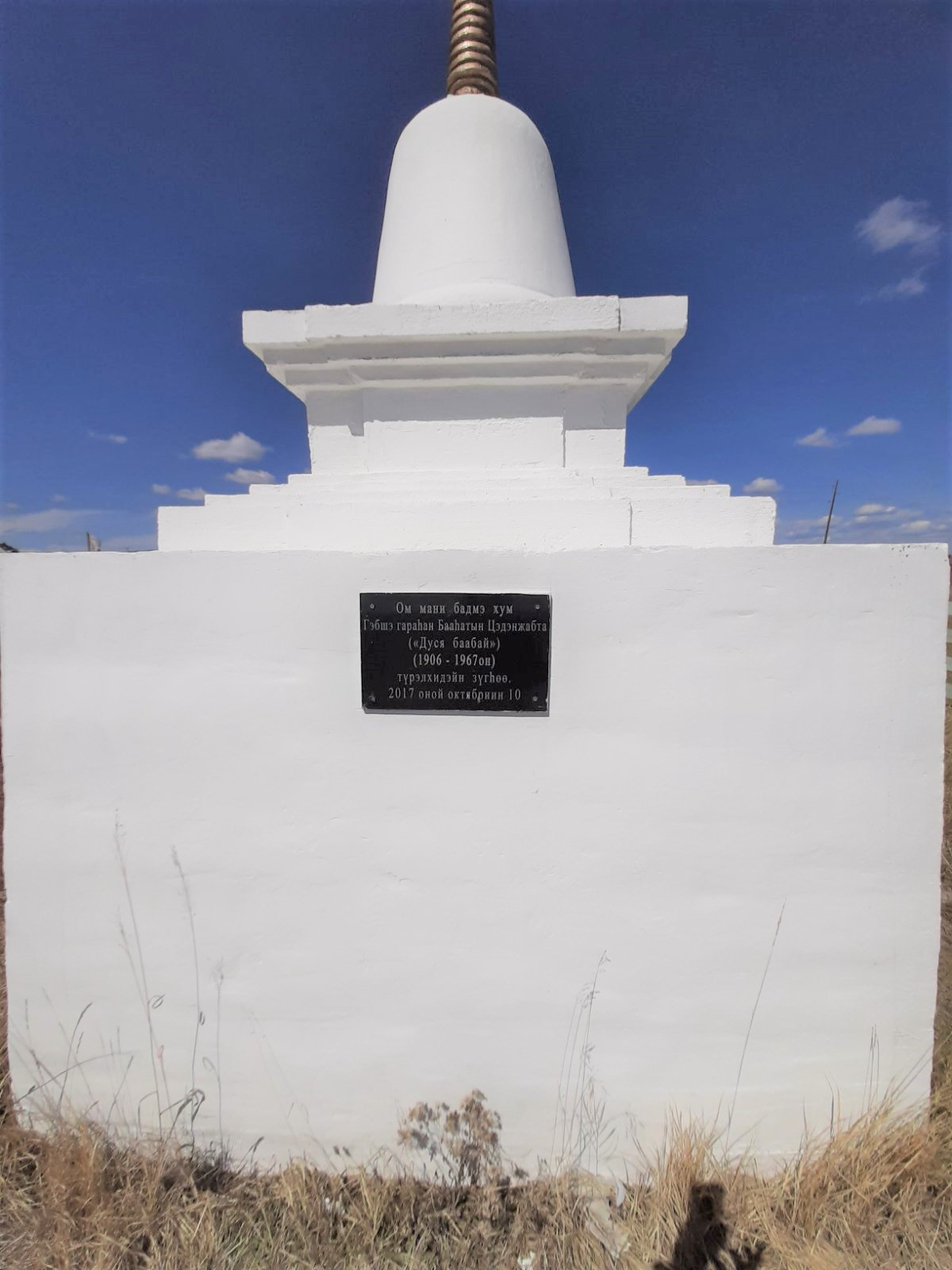
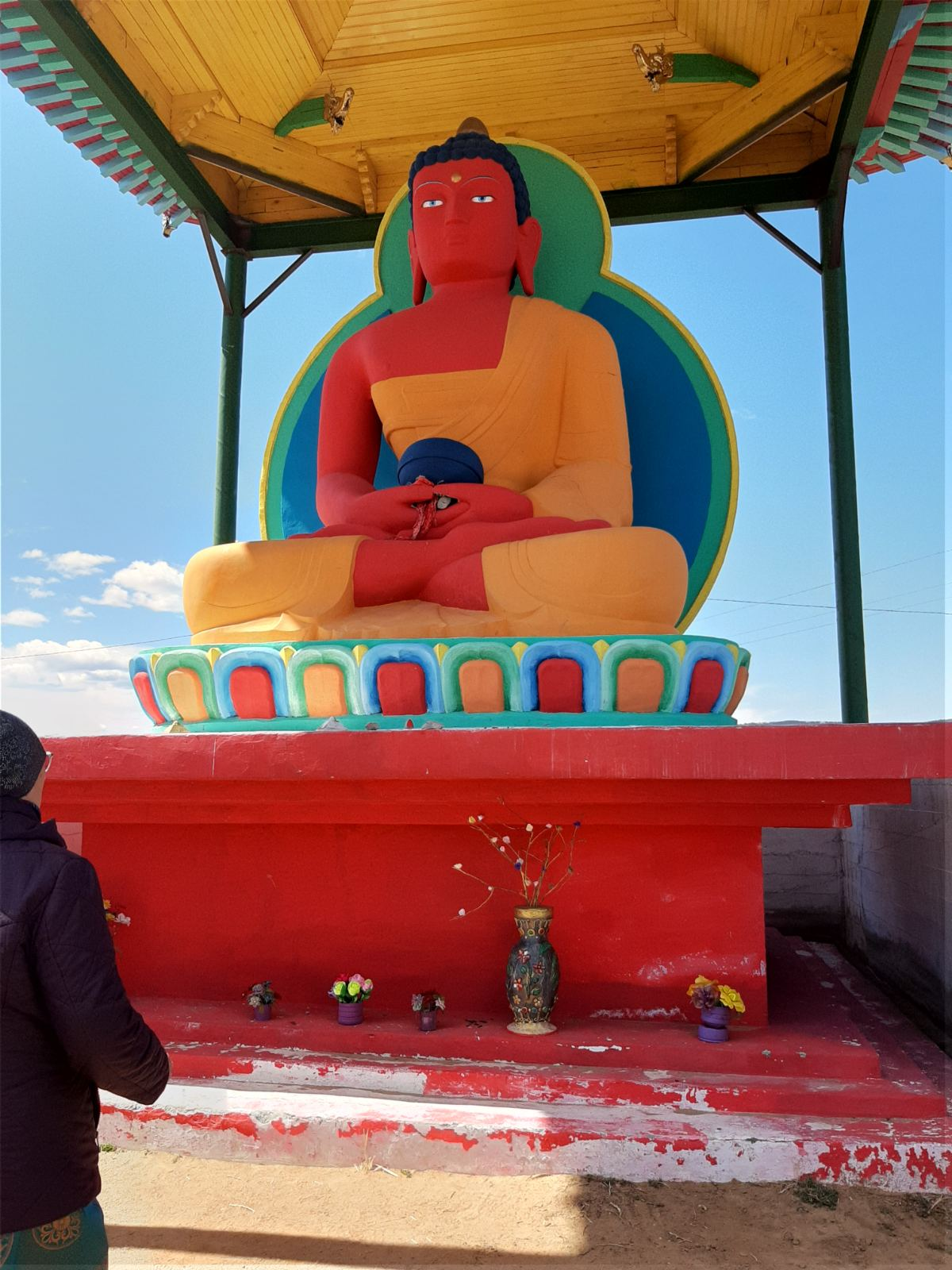
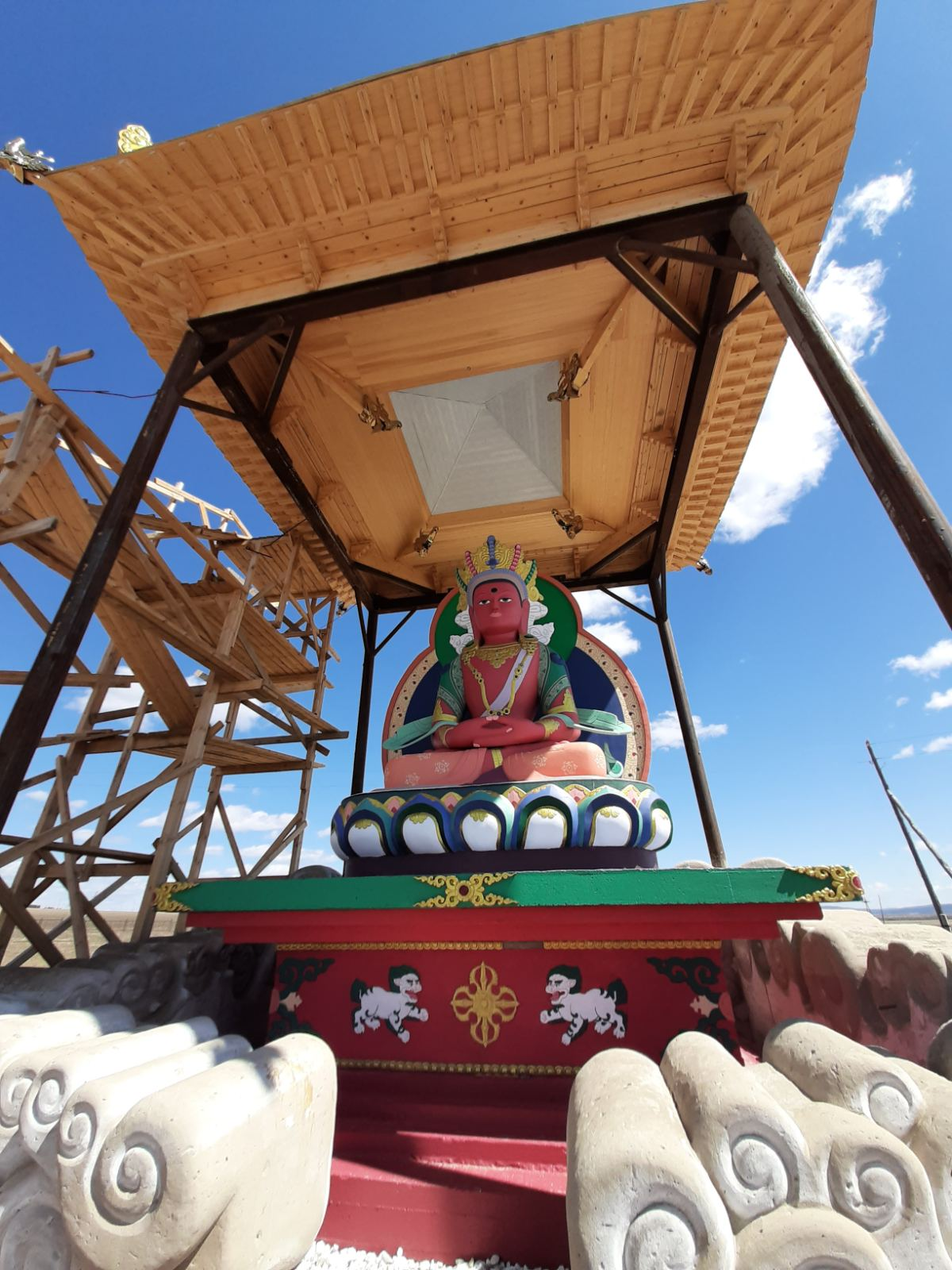